# Abanto y Ciérvana
Abanto y Ciérvana (cooficialmente en euskera: Abanto Zierbena) es un municipio de la comunidad autónoma del País Vasco. Pertenece a la provincia de Vizcaya y al partido judicial de Baracaldo. Sin embargo, desde una perspectiva histórica, tanto Abanto de Yuso como Abanto de Suso formaron parte hasta 1805 de los Cuatro Concejos del Valle de Somorrostro dentro de la comarca de Las Encartaciones.
Linda al norte con Ciérvana, al noreste con Santurce, al este con Ortuella, al sur con Galdames y al oeste con Musques. Cuenta con una población de 9409 habitantes (INE 2024).
En 1994, Ciérvana constituyó un municipio propio separándose del antiguo municipio de Abanto y Ciérvana –con efecto desde el 1 de enero de 1995–; a pesar de ello, el municipio no llegó a denominarse Abanto debido a que existe un municipio denominado Abanto en la provincia de Zaragoza.
La capitalidad del municipio se encuentra en el núcleo de población de Gallarta. Municipio emblemático en la explotación del mineral de hierro, cuyas vetas ya fueron 'adoradas' por Plinio. No quedan explotaciones abiertas desde 1993, cuando Agruminsa cesó la extracción de mineral. Esta población se trasladó de ubicación debido al avance de las minas sobre su antigua ubicación. En el municipio quedan amplias muestras de su pasado minero.
Otros núcleos de población importantes dentro del municipio son Sanfuentes y Las Carreras.

## Geografía
Integrado en la comarca de Gran Bilbao, la capital municipal, Gallarta, se sitúa a 16 kilómetros de la capital vizcaína. 
Estructuralmente esta zona se inscribe dentro del llamado Anticlinal de Vizcaya, cuya dirección sureste-noroeste se mantiene en las alineaciones montañosas que hoy perduran. La distinta consistencia de los materiales ante la erosión ha dado lugar a un paisaje y relieve desigual. El río Cotorrio, afluente del Barbadún, recibe las aguas de varios arroyos que nacen en los montes de Triano. Son arroyos irregulares que han sufrido canalizaciones y desviaciones desde el siglo pasado como consecuencia de la explotación minera. La altitud oscila entre los 522 metros al suroeste (pico Ventana) y los 20 metros a orillas del río Cotorrio, al noroeste. La capital, Gallarta, se alza a 100 metros sobre el nivel del mar.
| Noroeste: Musques | Norte: Ciérvana | Nordeste: Santurce |
| Oeste: Musques    |                 | Este: Ortuella     |
| Suroeste: Musques | Sur: Galdames   | Sureste: Ortuella  |

## Historia

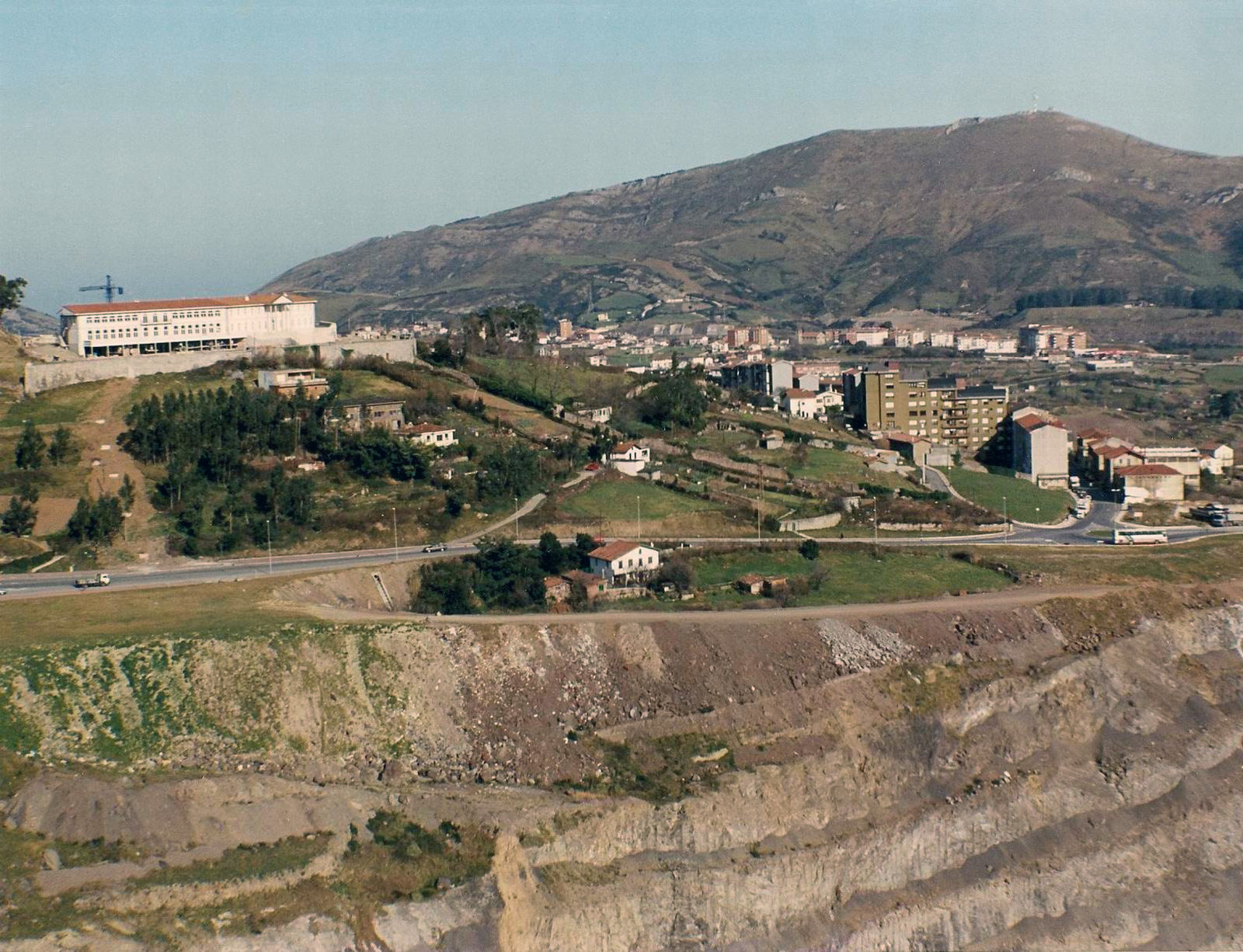
Gallarta, El Campillo y la mina Concha II

Antes de la promulgación de la Ley de Ayuntamientos del Reino de 1841, el actual municipio de Abanto y Ciérvana formaba parte del Valle de Somorrostro, una de las 10 «repúblicas» en las que se dividía la comarca de Las Encartaciones. El Valle de Somorrostro se dividía a su vez en siete concejos. Cuando se promulgó la Ley de Ayuntamientos los concejos de Somorrostro se constituyeron en ayuntamientos independientes. Tres de ellos; los de San Román de Ciérvana, Santa Juliana de Abanto (llamada también Abanto de Suso) y San Pedro de Abanto (conocido también como Abanto de Yuso) se constituyeron en un ayuntamiento común que pasó a conocerse bajo el nombre de Abanto. Unas décadas más tarde el municipio modificó oficialmente su nombre y en el censo de 1887 figuró por primera vez bajo la denominación de Abanto y Ciérvana.
Desde aproximadamente mediados del siglo XIX se produce un aprovechamiento intensivo de las explotaciones de mineral de hierro de la comarca, lo que dará lugar al denominado bum minero. Es en esta época cuando el centro administrativo pasa de San Pedro a Santa Juliana de Abanto, construyéndose en la plazas del barrio de Gallarta la Casa Ayuntamiento donde la primera sesión plenaria se celebró el 7 de julio de 1883. Todo ello generará una amplia oferta de puestos de trabajo que serán cubiertos por los excedentes de población de la España rural. Es el comienzo de las inmigraciones masivas procedentes en estas primeras fechas, de áreas y provincias cercanas (Álava, Navarra, La Rioja, Cantabria y Burgos). Las condiciones en las cuales estas personas tenían que vivir y trabajar pueden sin ningún temor, calificarse de infrahumanas, puesto que estaban obligados a habitar en barracones insalubres o a comprar en determinadas tiendas o cantinas obligatorias los productos de primera necesidad, no siempre en óptimas condiciones para el consumo. Las tasas de mortalidad debida, por un lado, a enfermedades provocadas tanto por contagios como por falta de higiene (brotes de tifus, cólera o tuberculosos) y debida, por otro lado, a los accidentes laborales, eran altas y una constante preocupación entre ciertos sectores.

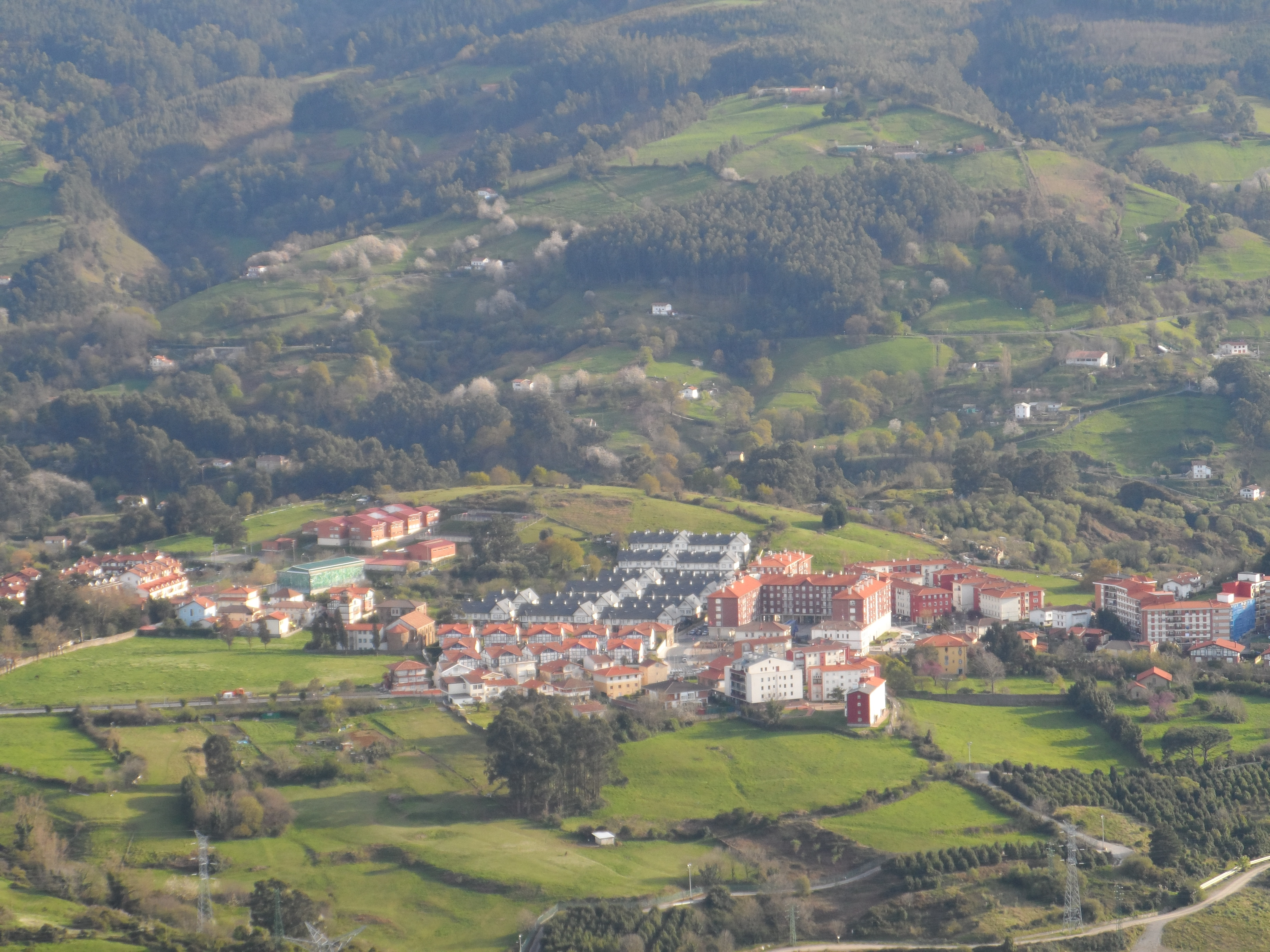
Vista general de Las Carreras

En el marco de estas condiciones de vida y trabajo surge la conciencia social de los mineros y, unida intrínsecamente a ella, las huelgas generales. La zona minera va a ser uno de los lugares de España donde la conflictividad social y laboral va a alcanzar mayor virulencia. Las reivindicaciones de los trabajadores van encaminadas a mejoras primarias del nivel de vida y en ningún momento, excepto en la Huelga de 1917, siguiendo el modelo de la Revolución Soviética, van a tener un carácter político de cambio del sistema. Hay diversas huelgas con resultados dispares. La primera más importe por su alcance y logros de ella derivados es la que se desarrolla en 1890. Le seguirán, entre las más conocidas, la de 1903, 1906 y 1910. En todas ellas se exigía el mismo tipo de reivindicaciones: aumento de salario, abolición de barracones, cantinas obligatorias y trabajo a tareas. La favorable resolución de muchas huelgas hizo ganar prestigio a los socialistas, puesto que habían canalizado los descontentos. En este ambiente de pobreza, duro trabajo y conflictividad social destaca de forma clara la figura de Dolores Ibárruri la Pasionaria. Ella misma en los primeros capítulos de su autobiografía relata el entorno en el cual se desarrolló su infancia y juventud, hasta que la llamada de la política y las labores como diputada le alejaron de su querida tierra natal.

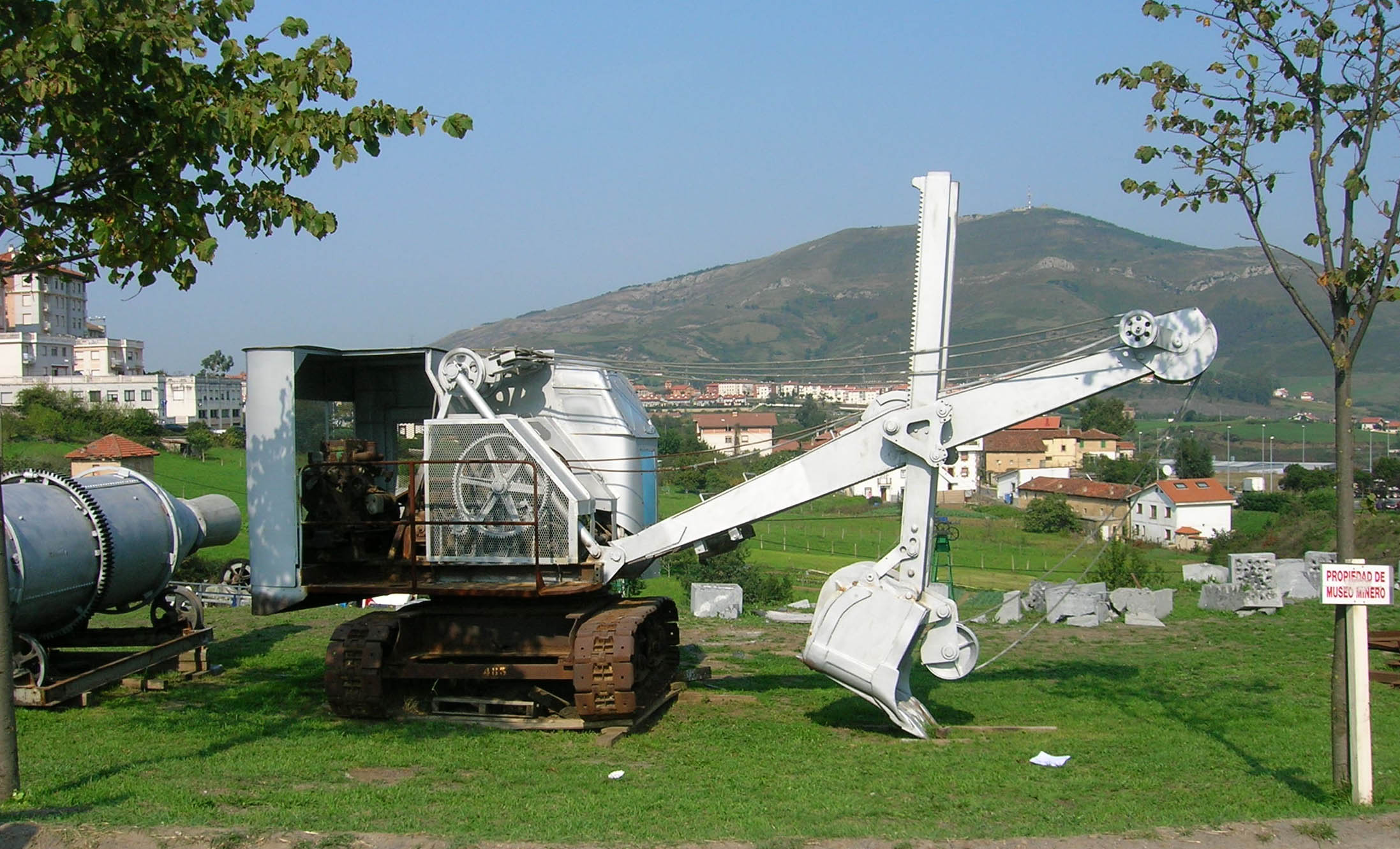
Excavadora del Museo de la Minería del País Vasco

La población de Gallarta se trasladó de ubicación en los años 60 y 70 del siglo XX debido al avance de las minas sobre su antigua ubicación. No quedan explotaciones abiertas desde 1993, cuando Agruminsa cesó la extracción de mineral.
El actual municipio se compone únicamente de dos de los tres antiguos concejos, ya que Ciérvana (la antigua San Román de Ciérvana) se constituyó el 1 de enero de 1995 en municipio independiente, separándose del resto del municipio. Sin embargo se decidió conservar el nombre de Abanto y Ciérvana, a pesar de que actualmente está compuesto únicamente por la parte de Abanto del mismo, debido a que existe otro municipio denominado Abanto.

## Símbolos

En campo de plata, cinco montañas de azur, terrazadas de sinople y presentan una boca de mina de oro. Surmontadas de dos lobos de sable, cebados, en palo y pasantes a la izquierda. Sobre la terraza, un barreno, pico, pala y carro. Bordura general de gules, con ocho sotueres de oro, colocadas dos en jefe y tres en laterales. En superior, corona condal, todo ello enmarcado en escudo español.

Los atributos que se representan en el sello del Ayuntamiento de Abanto y Ciérvana, con dos lobos y ocho aspas o sotueres en derredor, pertenecen al escudo de armas de la casa de los señores condes de Ayala, y se adoptaron para dicho sello como recuerdo histórico del pueblo puesto que don Fernando de Abanto, sobrino de dichos condes, fundó en 1602 las antiguas parroquias de San Pedro y Santa Juliana y, por ende, fue el primitivo fundador del pueblo. 
Las cinco montañas azules, la boca de mina, el barreno, el pico, la pala y el carro que aparecen al pie de dicho sello significan la industria minera, fuente de riqueza para el municipio y origen de su gran desarrollo en población e ingresos municipales.

## Demografía
Abanto y Ciérvana cuenta con una población de 9409 habitantes (INE 2024).
| Gráfica de evolución demográfica de Abanto y Ciérvana entre 1857 y 2021 |
| |
| Población de derecho según los censos de población del INE Población de hecho según los censos de población del INEEn estos censos se denominaba Abanto: 1842, 1857, 1860 y 1877 En estos censos se denominaba Abanto y Ciérvana: 1887, 1897, 1900, 1910, 1920, 1930, 1940, 1950, 1960 y 1970 Entre el censo de 1991 y el anterior, disminuye el término del municipio porque independiza a 48913 (Zierbana), en 1996 |

| 8989                       | 9033 | 9111 | 9315 | 9315 | 9608 | 9608 | 9609 | 9608 | 9647 | 9724 | 9688 | 9635 | 9577 | 9543 | 9545 | 9444 | 9471 | 9436 | 9369 | 9402 |
| (Fuente: [cita requerida]) |      |      |      |      |      |      |      |      |      |      |      |      |      |      |      |      |      |      |      |      |

### Núcleos de población
Según el INE, el municipio de Abanto y Ciérvana se compone de los siguientes núcleos de población: Sanfuentes, Gallarta y Las Carreras. (Datos de población de 2015)
Sanfuentes: 1836 habitantes. En el que están incluidos los siguientes barrios y grupos:
- El Casal
- Grupo Serantes
- Grupo Las Encinas
- Grupo Santa Bárbara
- Urbanización Montellano
- Alcalde Juan de Sanfuentes
- Santa Lucía
- Los Heros

Gallarta: 4843 habitantes
- Grupo El Cerro
- Loredo
- Grupo Doctor Areilza
- Grupo Peñucas
- Grupo San Miguel
- Buenos Aires
- Cotarro
- Santa Juliana (Abanto de Suso): 102 habitantes
- Abanto: 55 habitantes
- La Hera

Las Carreras: 1993 habitantes
- San Lorenzo
- Los Llanos
- Grupo El Minero
- Grupo La Trinidad
- Grupo Gure Etxea
- Grupo María Auxiliadora

Otros barrios del municipio incluyen:
- San Pedro (Abanto de Yuso): 38 habitantes
- El Bao
- La Bárcena
- Murrieta: 45 habitantes
- Revilla
- Campo Diego
- El Campillo: 31 habitantes
- La Balastera: 73 habitantes
- La Ancha
- Carolinas
- Putxeta: 265 habitantes
- Rubias
- La Bardasca
- Sopeña
- Los Castaños: 67 habitantes
- Kotorrio: 154 habitantes
- El Once
- El Manzanal
- Las Cortes: 6 habitantes
- La Florida: 9 habitantes
- Fonso
- Las Calizas: 47 habitantes
- Picón: 21 habitantes
- El Bernacho
- El Cerrillo
- La Barga
- Triano: 49 habitantes
- Urbanización La Magdalena

### Transporte y comunicaciones

#### Carreteras
- A-8 E-70: Autovía del Cantábrico.
- N-634: Irún - Santiago de Compostela (pK 128 y 131)
- N-639: Santurce-Gallarta
- BI-2757: une la carretera N-634 con el municipio de Valle de Trápaga a través de Gallarta
- BI-3791: une Gallarte con Portugalete

#### Autobús
Bizkaibus
- A2336 Musques - UPV
- A3323 Portugalete - Galdames
- A3333 Santurce - Gallarta los sábados y festivos sube hasta La Arboleda (Valle de Trápaga).
- A3334 Santurce - Valmaseda
- A3335 Sestao - Musques
- A3336 Bilbao - Musques
- A3338 Musques - Baracaldo - Las Arenas
- A3340 Musques - Abanto y Ciérvana - Bilbao (por autopista)

Otras líneas
- A3718 Gallarta - Vitoria
- VAC-220 Bilbao - Castro Urdiales (por N-634)

#### Ferrocarril
Renfe Cercanías Bilbao
- Bilbao-Abando - Musques: Estaciones de Gallarta y Pucheta (Putxeta)

## Administración y política

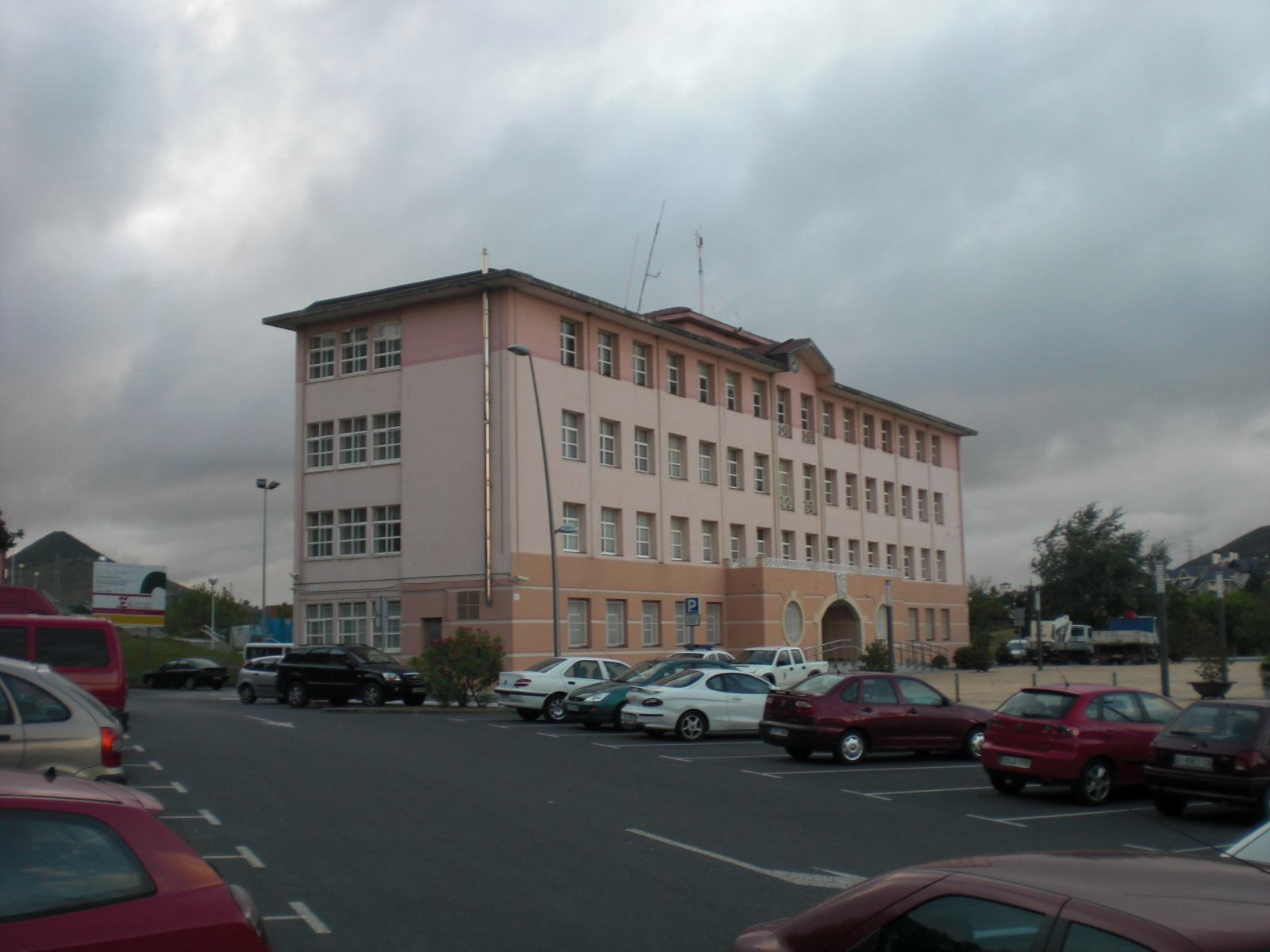
Ayuntamiento de Abanto y Ciérvana

| Periodo   | Nombre                         | Partido |
| --------- | ------------------------------ | ------- |
| 1979-1983 | Francisco Puerto Balmisa       |         |
| 1983-1987 | Luis María Vallejo López       |         |
| 1987-1991 | Francisco Puerto Balmisa       |         |
| 1991-1995 | Luis María Vallejo López       |         |
| 1995-2003 | Juan José Mezcorta Puertollano |         |
| 2003-2013 | Manuel Tejada Lanbarri         |         |
| 2013-2023 | Maite Etxebarria Azpiolea      |         |
| 2023-act. | Iñaki Urrutia del Cura         |         |

| Partido político                                              | 2023   | 2023       | 2019   | 2019       | 2015   | 2015       | 2011   | 2011       | 2007        | 2007        | 2003   | 2003       | 1999   | 1999       | 1995  | 1995       |
| Partido político                                              | %      | Concejales | %      | Concejales | %      | Concejales | %      | Concejales | %           | Concejales  | %      | Concejales | %      | Concejales | %     | Concejales |
| Euzko Alderdi Jeltzalea-Partido Nacionalista Vasco (EAJ-PNV)  | 32,67  | 5          | 45,51  | 7          | 54,45  | 8          | 50,07  | 9          | 33,02       | 5           | 23,55  | 3          | 19,65  | 3          | 20,78 | 3          |
| Euskal Herria Bildu (EH Bildu)-Bildu                          | 23,32  | 3          | 19,14  | 2          | 17,45  | 2          | —      | —          | —           | —           | —      | —          | —      | —          | —     | —          |
| Independientes de Abanto y Zierbena (INDAZ)                   | 21,39  | 3          | 17,61  | 2          | 7,22   | 1          | 4,66   | 0          | —           | —           | —      | —          | —      | —          | —     | —          |
| Partido Socialista de Euskadi-Euskadiko Ezkerra (PSE-EE PSOE) | 14,89  | 2          | 13,78  | 2          | 14,65  | 2          | 20,93  | 3          | 25,97       | 4           | 29,51  | 5          | 30,64  | 4          | 31,05 | 4          |
| Elkarrekin Podemos-Ezker Anitza-IU-Ezker Batua-Berdeak (EB-B) | 4,98   | 0          | 9,11   | 1          | —      | —          | 2,75   | 0          | 10,08       | 1           | 7,46   | 1          | 12,71  | 2          | 4,29  | 0          |
| Partido Popular del País Vasco (PP)                           | 1,21   | 0          | 1,45   | 0          | 3,57   | 0          | 2,52   | 0          | 5,65        | 0           | 4,96   | 0          | 3,32   | 0          | —     | —          |
| Partido Social y Vasco (PSyV)                                 | —      | —          | —      | —          | 0,59   | 0          | —      | —          | —           | —           | —      | —          | —      | —          | —     | —          |
| Eusko Abertzale Ekintza-Acción Nacionalista Vasca (EAE-ANV)   | —      | —          | —      | —          | —      | —          | 10,75  | 1          | —           | —           | —      | —          | —      | —          | —     | —          |
| Agrupación Municipal de Abanto (AMA)                          | —      | —          | —      | —          | —      | —          | 4,89   | 0          | 19,16       | 3           | 15,22  | 2          | 16,55  | 2          | —     | —          |
| Eusko Alkartasuna (EA)                                        | —      | —          | —      | —          | —      | —          | 2,00   | 0          | 4,89        | 0           | 2,04   | 0          | 2,57   | 0          | 3,36  | 0          |
| Euskal Herritarrok (EH)-Herri Batasuna (HB)                   | —      | —          | —      | —          | —      | —          | —      | —          | Ilegalizado | Ilegalizado | 15,62  | 2          | 12,54  | 2          | 13,89 | 2          |
| Centro Democrático y Social (CDS)                             | —      | —          | —      | —          | —      | —          | —      | —          | —           | —           | —      | —          | 0,47   | 0          | 0,67  | 0          |
| Euskadiko Ezkerra (EE)                                        | PSE-EE | PSE-EE     | PSE-EE | PSE-EE     | PSE-EE | PSE-EE     | PSE-EE | PSE-EE     | PSE-EE      | PSE-EE      | PSE-EE | PSE-EE     | PSE-EE | PSE-EE     | 24,99 | 4          |

Alcaldes anteriores a 1979
- Enero de 1842 - enero de 1843, Andrés José de San Martín Ugarte
- Enero de 1843 - julio de 1843, Emeterio del Alisal
- Julio de 1843 - marzo de 1844, Benigno Ruiz de Murga
- Marzo de 1844 - 1/1/1846, José María de Arechabaleta
- 1/1/1846 - 3/1/1847 Juan Francisco del Merro
- 3/1/1847 - 1/1/1850, Miguel de Escurza
- 1/1/1850 - 1/1/1854, Pablo de los Heros
- 1/1/1854 - 2/10/1854, Francisco de Robledo
- 2/10/1854 - 12/3/1857, José González y El Cerro
- 12/3/1857 - 1/1/1859, Cosme de Allende
- 1/1/1859 - 1/1/1861, Miguel de Escurza
- 1/1/1861 - 1/1/1865, José de Aranguren
- 1/1/1865 - 1/1/1867, Ruperto de Lejarza
- 1/1/1867 - 1/1/1869, Manuel de Garay y Laza
- 1/1/1869 - marzo de 1872, Agapito de Sasia
- Marzo de 1872 - septiembre de 1873, Antonio Hurtado
- Septiembre de 1873 - enero de 1874, Agustín Yarto
- Enero de 1874 - 1/1/1875, Antonio de Escuza (regidor decano)
- 1/1/1875 - 1/1/1876, Maximino de Uriarte
- 1/1/1876 - 7/3/1876, Manuel Chave (accidental)
- 7/3/1876 - 11/4/1876, Juan Ángel de Allende
- 1/4/1876 - 1/4/1877, José Antonio Escuza
- 1/4/1877 - 1/7/1879, Mamerto Bermeosolo
- 1/7/1879 - 1/7/1881, Juan Ángel de Allende
- 1/7/1881 - 1/7/1885, Mariano de Olabarría
- 1/7/1885 - 1/1/1890, Calisto López Sáez
- 1/1/1890 - 1/7/1891, Eugenio Solano
- 1/7/1891 - 1/1/1894, Agustín Iza Rementería
- 1/1/1894 - octubre de 1900, Calisto López Sáez
- 3/11/1900 - 1/1/1904, Agustín Iza Rementería
- 1/1/1904 - 1/1/1906, Agustín Garmendia
- 1/1/1906 - 1/1/1910, Bernardo Ruiz Elizondo
- 1/1/1910 - enero de 1912, Alejo Egusquizaga Bilbao
- Enero de 1912 - enero de 1914, Manuel Asla
- Enero de 1914 - 1/1/1916, José Salcedo Zubaran
- 1/1/1916 - 1/1/1918, Luis Sanjinés
- 1/1/1918 - 1/1/1920, Fabriciano Torróntegui
- 1/1/1920 - 1/10/1923, Antonio Pujana Meave
- 1/10/1923 - 26/3/1924, Dionisio Ureta Balparda
- 26/3/1924 - 12/3/1930, Tomás Quintana Martín
- 12/3/1930 - 31/1/1931, Dionisio Ureta Balparda
- 31/1/1931 - 15/4/1931, Francisco de Uribe Urioste
- 15/4/1931 - 28/4/1931, Nemesio Merodio Ramos (provisional)
- 28/4/1931 - 14/11/1934, Antonio Pujana Meave
- 14/11/1934 - 23/2/1936, José Colón Laza
- 23/2/1936 - 2/7/1937, Antonio Pujana Meave
- 2/7/1937 - 9/2/1938, Luis Sanjiés Renovales
- 9/2/1938 - 3/5/1952, José Colón Laza
- 3/5/1952 - 29/8/1955, Eugenio Mendicote Mardones
- 29/8/1955 - 5/12/1959, Juan Ramón Sánchez-Serrano Múgica
- 5/12/1959 - 26/8/1964, Francisco Garaygordobil Barrutia
- 26/8/1964 - 14/12/1969, Tomás Alonso García
- 14/12/1969 - 10/9/1974, José Antonio Romero Onaindia
- 10/9/1974 - 19/4/1979, Luis Andrés Merodio García

## Personas destacadas
- Dolores Ibárruri (1895-1989), republicana española, política comunista